# Chhap
Chhap – gaun wikas samiti w środkowej części Nepalu w strefie Bagmati w dystrykcie Nuwakot. Według nepalskiego spisu powszechnego z 2001 roku liczył on 426 gospodarstw domowych i 2194 mieszkańców (1117 kobiet i 1077 mężczyzn).